# Miki Núñez
Miguel Miki Núñez Pozo (ur. 6 stycznia 1996 w Terrassie) – hiszpański piosenkarz i autor piosenek.
Reprezentant Hiszpanii w 64. Konkursie Piosenki Eurowizji (2019).

## Życiorys
Studiował administrację i zarządzanie na uczelniach w Londynie i Los Angeles. Śpiewał w zespole Dalton Bang, z którym koncertował po Katalonii.
Od 19 września do 12 grudnia 2018 uczestniczył w dziesiątej edycji programu La 1 Operación Triunfo. Odpadł w dwunastym odcinku, zajmując 6. miejsce. W trakcie udziału w konkursie wydał dwa single, które trafiły na hiszpańskie listy przebojów: „El ataque de las chicas cocodrilo” w duecie z Carlosem Rightem (58. miejsce) i „Una lluna a l’aigua” (88. miejsce). 20 stycznia 2019 
z utworem „La venda” zwyciężył w finale programu Gala Eurovisión, dzięki czemu został reprezentantem Hiszpanii w 64. Konkursie Piosenki Eurowizji w Tel Awiwie. W maju wystąpił w finale konkursu i zajął 22. miejsce, zdobywając 54 punkty, w tym 53 pktod telewidzów (14. miejsce) i 1 pkt od jurorów (25. miejsce).

## Dyskografia
Single
- 2018 – „El ataque de las chicas cocodrilo” (z Carlosem Rightem)
- 2018 – „Una lluna a l’aigua”
- 2019 – „Nadie se salva” (z Natalią Lacunza)
- 2019 – „La venda”